# Çukurova, Adana
Çukurova là một huyện thuộc tỉnh Adana, Thổ Nhĩ Kỳ. Huyện là một trong 30 trung tâm đô thị của Thổ Nhĩ Kỳ.